# Habitants de Guignicourt ayant donné leur nom à une voie de la commune
L'histoire des habitants de Guignicourt que la municipalité a honoré en leur donnant le nom d'une voie communale est connue grâce aux études réalisées par les historiens locaux.

## Liste des voies

### Rue Alfred-Barbarre
Alfred-Jules-Eugène-Camille Barbarre (parfois écrit « Barbare ») (1863-1935), chimiste, directeur de la sucrerie de Guignicourt et président du comité central des fabricants de sucre de France, président de l’Union laonnoise des coopératives de reconstruction locale du Chemin des Dames de 1920 à 1935, conseiller général du canton de Neufchâtel-sur-Aisne de 1924 à 1935. Il a été également président de la fanfare de Guignicourt. Promu officier de la Légion d'Honneur en 1932.

### Rue Louis-Bertaux
Louis Bertaux fut maire de Guignicourt de 1953 à 1965.

### Rue du Docteur Bonieux
Henri-Émile Bonieux (Émile-Henri Bonieux, souvent écrit « Bonnieux » dans les sites généalogiques) (1853-?), médecin, fut maire de Guignicourt de 1921 à 1925. Il épousa Jeanne Julie Augustine Millet, la fille du peintre Jean-François Millet qui est passé souvent à Bonieux (Rue Jean-François Millet). Deux de ses fils sont morts pour la France : Jean Charles Bonieux (1889-1914) mort aux Éparges et Georges Henri Bonieux (1893-1914), mort à l'hospice de Virton à cause de blessures de guerre.

### Rue Yvonne-Bonieux
Yvonne Bonieux (1887-1971), fille d'Henri Bonieux et petite-fille de Jean-François Millet, infirmière, a fait partie d’un réseau de résistants dans la région parisienne. Adjointe au maire d’Ivry-sur-Seine, infirmière à Guignicourt vers 1951, décorée de la Légion d’honneur, elle fait don de sa propriété à la commune, sur celle-ci est construit le « centre social Yvonne-Bonieux ».

### Place Louis-Herman-Chevallier
Louis Hermann Chevallier (1885-1967), capitaine de réserve, expert-géomètre installé à Guignicourt en 1909, fut maire de Guignicourt de 1925 à 1929 puis de 1931 à 1944. Il est l'ordonnateur du village né de la Reconstruction, de par sa profession et de ses fonctions de maire.

### Rue Pierre-Curtil
Pierre Curtil (1892-1944) est entrepreneur de déblaiement à Menneville puis à Corbeny, ensuite vigneron et négociant en vins à cet endroit, conseiller d'arrondissement de Laon en 1936. Il fait fonction de maire à Corbeny en 1940-1941. Résistant, arrêté par la Gestapo en 1943, il est déporté à Buchenwald puis transféré à Mauthausen (Autriche). Il est porté disparu en mars 1944. Il était très lié à Eugène Bérault qui sera maire de Guignicourt de 1944 à 1953.

### Rue Jean-Germain
Jean Germain (1907-1964), artisan menuisier-charpentier-couvreur, est conseiller municipal de 1953 à 1959. Il meurt en mai 1964 des suites d’un accident du travail. Par délibération du conseil municipal du 2 juillet 1969, son nom est donné à l’ancienne rue de Bellevue : « Ses grandes qualités morales lui avaient attiré l’estime de toute la population ».

### Rue Ernest-Hug
Ernest Hug (1894-1931) est architecte. Il a dressé les plans de nombreuses maisons pendant la période de la Reconstruction.

### Rue Georges-Lhotelain
Georges Lhotelain (1920-1945) maquisard dans le Vercors, il réussit à déjouer l’encerclement de l’armée allemande en juillet 1944. Il se réfugie dans la vallée du Rhône et s’engage dans une compagnie de légionnaires de la 1re Armée « de Lattre ». Blessé à Colmar pendant l’hiver 1944-1945, il meurt au champ d’honneur en mai 1945 lors des combats de Karlsruhe contre les S.S., quelques jours seulement avant la victoire.

### Rue Charles-de-Nazelle
Charles de Nazelle (1924-1994) fut adjoint au maire de Guignicourt de 1953 à 1981. Il fut président du bureau d’aide sociale, président du Syndicat des Eaux et président de l’association paroissiale Saint-Pierre. Engagé volontaire lors de la Seconde Guerre Mondiale, cuirassier, tireur-radio sur un char de la 2e division blindée, il fut grièvement blessé au combat devant Strasbourg le 23 novembre 1944.

### Ehrard-de-Nazelle
Ehrard de Nazelle (1859-1916), né Hérard-Henri Marquis du Cauzé de Nazelle, capitaine de réserve, fut maire de Guignicourt de 1900 à 1904 et de 1908 à 1914, puis reprend service en 1914. Il meurt en août 1916 à Fontainebleau des suites d’une maladie contractée au front. La municipalité a donné son nom à la Reconstruction à l'ancienne rue Hézette. Son fils Charles Marie-René-Hérard-Charles du Cauzé de Nazelle, lieutenant au 166e régiment d'infanterie est mort au champ d’honneur à Marchéville-en-Woëvre (anciennement Marchéville (Meuse)) le 20 mars 1915 à l’âge de 24 ans.

### Rue Jeanne-Porreaux
Jeanne Porreaux (1881-1960), veuve d’exploitant agricole, a fait don d’une partie de ses biens à la commune et à la paroisse par l’intermédiaire de l’association diocésaine. C’est à l’emplacement de sa ferme, exploitée ensuite par Jean Michelet agriculteur, maire de 1965 à 1971, que sera installé le « Supermarché ».

### Esplanade Jean-Thouraud
Jean Thouraud (1923-2003) fut maire de Guignicourt de 1971 à 1999 et directeur de l'entreprise de travaux Thouraud créé par son père en 1923 à Cormicy, achetée en 1993 par Tarmac, qui a transféré sa branche française en 2004 à Carillion BTP, renommé CARI en 2005 et achetée par le groupe Fayat en 2009. Il fut conseiller général du canton de Neufchâtel-sur-Aisne de 1985 à 2001, et vice-président du Conseil général de 1992 à 1994 et de 1995 à 1998. Il est le fondateur en 1987 du golf de Menneville sur l'emplacement d'une ancienne carrière de son entreprise.

### Rue Robert-Tourte
Robert Tourte (1895-1983), musicien et compositeur, professeur au Conservatoire national supérieur de musique, auteur de La grande méthode des instruments à percussions. Il enseigna les percussions et la batterie militaire durant 20 ans et joua dans de prestigieux orchestres parisiens et à la musique de la Garde Républicaine. Ancien combattant des deux guerres mondiales, Robert Tourte a reçu plusieurs distinctions honorifiques civiles et militaires, françaises et étrangères et nommé chevalier de la Légion d’honneur le 1er janvier 1966. Il habitait Guignicourt.

## Pour approfondir